# Annelies Ullstein
Annelies Ullstein (née le 3 novembre 1915 à Dresde, et morte le 21 février 2015 à Milan), successivement épouse Bossi puis Bellani, est une joueuse de tennis italienne des années 1940 et 1950.
Victorieuse en 1950 des Internationaux d'Italie, elle a aussi atteint les demi-finales des Internationaux de France 1949 en simple et celles des Internationaux de France 1957 en double dames.

## Palmarès

### Titre en simple dames
| No | Date | Nom et lieu du tournoi        | Catégorie | Surface      | Finaliste  | Score    |  |
| -- | ---- | ----------------------------- | --------- | ------------ | ---------- | -------- |  |
| 1  | 1950 | Internationaux d'Italie, Rome |           | Terre (ext.) | Joan Curry | 6-4, 6-4 |  |

### Finale en double mixte
| No | Date | Nom et lieu du tournoi       | Catégorie | Surface      | Vainqueures              | Partenaire     | Score         |  |
| -- | ---- | ---------------------------- | --------- | ------------ | ------------------------ | -------------- | ------------- |  |
| 1  | 1950 | Internationaux d'Italie Rome |           | Terre (ext.) | Gussy Moran Adrian Quist | Gianni Cucelli | 6-3, 1-1, ab. |  |

## Parcours en Grand Chelem (partiel)
Si l’expression « Grand Chelem » désigne classiquement les quatre tournois les plus importants de l’histoire du tennis, elle n'est utilisée pour la première fois qu'en 1933, et n'acquiert la plénitude de son sens que peu à peu à partir des années 1950.

### En simple dames
| Année | Championnat d'Australie | Championnat d'Australie | Internationaux de France | Internationaux de France | Wimbledon       | Wimbledon        | US National | US National |
| ----- | ----------------------- | ----------------------- | ------------------------ | ------------------------ | --------------- | ---------------- | ----------- | ----------- |
| 1939  | -                       | -                       | -                        | -                        | 2e tour (1/32)  | Margaret Scriven | -           | -           |
| 1947  | -                       | -                       | 3e tour (1/8)            | Doris Hart               | 4e tour (1/8)   | Margaret Osborne | -           | -           |
| 1948  | -                       | -                       | 1/4 de finale            | Patricia Canning         | 1er tour (1/64) | Edith Sutz       | -           | -           |
| 1949  | -                       | -                       | 1/2 finale               | Nelly Adamson            | 1er tour (1/64) | Sheila Piercey   | -           | -           |
| 1950  | -                       | -                       | 1/4 de finale            | Doris Hart               | 1er tour (1/64) | Maria Weiss      | -           | -           |
| 1956  | -                       | -                       | 3e tour (1/8)            | Ilse Buding              | -               | -                | -           | -           |
| 1957  | -                       | -                       | 3e tour (1/8)            | Zsuzsa Körmöczy          | -               | -                | -           | -           |
| 1960  | -                       | -                       | 1er tour (1/32)          | Suzanne Schmitt          | -               | -                | -           | -           |

À droite du résultat, l’ultime adversaire.

### En double dames
| Année | Championnat d'Australie | Championnat d'Australie | Internationaux de France      | Internationaux de France  | Wimbledon                    | Wimbledon                | US National | US National |
| ----- | ----------------------- | ----------------------- | ----------------------------- | ------------------------- | ---------------------------- | ------------------------ | ----------- | ----------- |
| 1939  | -                       | -                       | -                             | -                         | 1er tour (1/32) Thora Mary   | Nina Brown Rita Jarvis   | -           | -           |
| 1947  | -                       | -                       | 1er tour (1/16) H. Straubeova | M. de Borman J. Foy       | -                            | -                        | -           | -           |
| 1948  | -                       | -                       | 1er tour (1/16) M. Bologna    | H. Borren Maria Weiss     | 2e tour (1/16) Maria Weiss   | Gem Hoahing A. Cardinall | -           | -           |
| 1949  | -                       | -                       | -                             | -                         | 1er tour (1/32) M. de Borman | G. Southwell Pat Ward    | -           | -           |
| 1950  | -                       | -                       | -                             | -                         | 2e tour (1/16) L. Manfredi   | Nel Hermsen L. Schmier   | -           | -           |
| 1956  | -                       | -                       | 1er tour (1/16) N. Migliori   | Gloria Butler B. Scofield | -                            | -                        | -           | -           |
| 1957  | -                       | -                       | 1/2 finale S. Lazzarino       | Yola Ramírez Rosie Reyes  | -                            | -                        | -           | -           |

Sous le résultat, la partenaire ; à droite, l’ultime équipe adverse.